# Aslanbek Shymberguenov
Aslanbek Shymberguenov (en kazajo: Асланбек Шымбергенов; Taraz, 9 de octubre de 1993) es un deportista kazajo que compite en boxeo.
Ganó una medalla de oro en el Campeonato Mundial de Boxeo Aficionado de 2023, en el peso semimedio.
Fue el abanderado de Kazajistán en la ceremonia de apertura de los Juegos Olímpicos de París 2024 junto con la atleta Olga Safronova.

## Palmarés internacional
| Campeonato Mundial | Campeonato Mundial   | Campeonato Mundial | Campeonato Mundial |
| Año                | Lugar                | Medalla            | Categoría          |
| ------------------ | -------------------- | ------------------ | ------------------ |
| 2023               | Taskent (Uzbekistán) | Medalla de oro     | 71 kg              |